# Elymus farctus
Elymus farctus és una espècie d'herba poàcia coneguda pel nom comú de jull, jull de sorra o jull de platja. Són preferibles el segon i tercer nom vulgar, car el jull també és el nom vulgar de l'espècie gramínia Lolium temulentum. Es troba a Europa i Àsia de clima temperat, i creix a partir de rizomes.
El jull de platja és un parent del blat: E. farctus és tolerant als sòls salobres. Fa molts anys, que les dues espècies s'ha hibridat experimentalment aconseguint-se varietats de blat tolerants a la sal i a altres condicions ambientals.

## Taxonomia
Elymus farctus va ser descrita per (Viv.) Runemark ex Melderis i publicat en Botanical Journal of the Linnean Society 76 (4): 382. Any 1978.

## Etimologia
Elymus: nom genèric que deriva del grec Elumos: nom grec antic per a un tipus de gra.
Farctus: mot grec que significa farcit, absorbent.

## Varietats acceptades
- Elymus farctus subsp. bessarabicus (Savul. & Rayss) Melderis
- Elymus farctus subsp. rechingeri (Runemark) Melderis

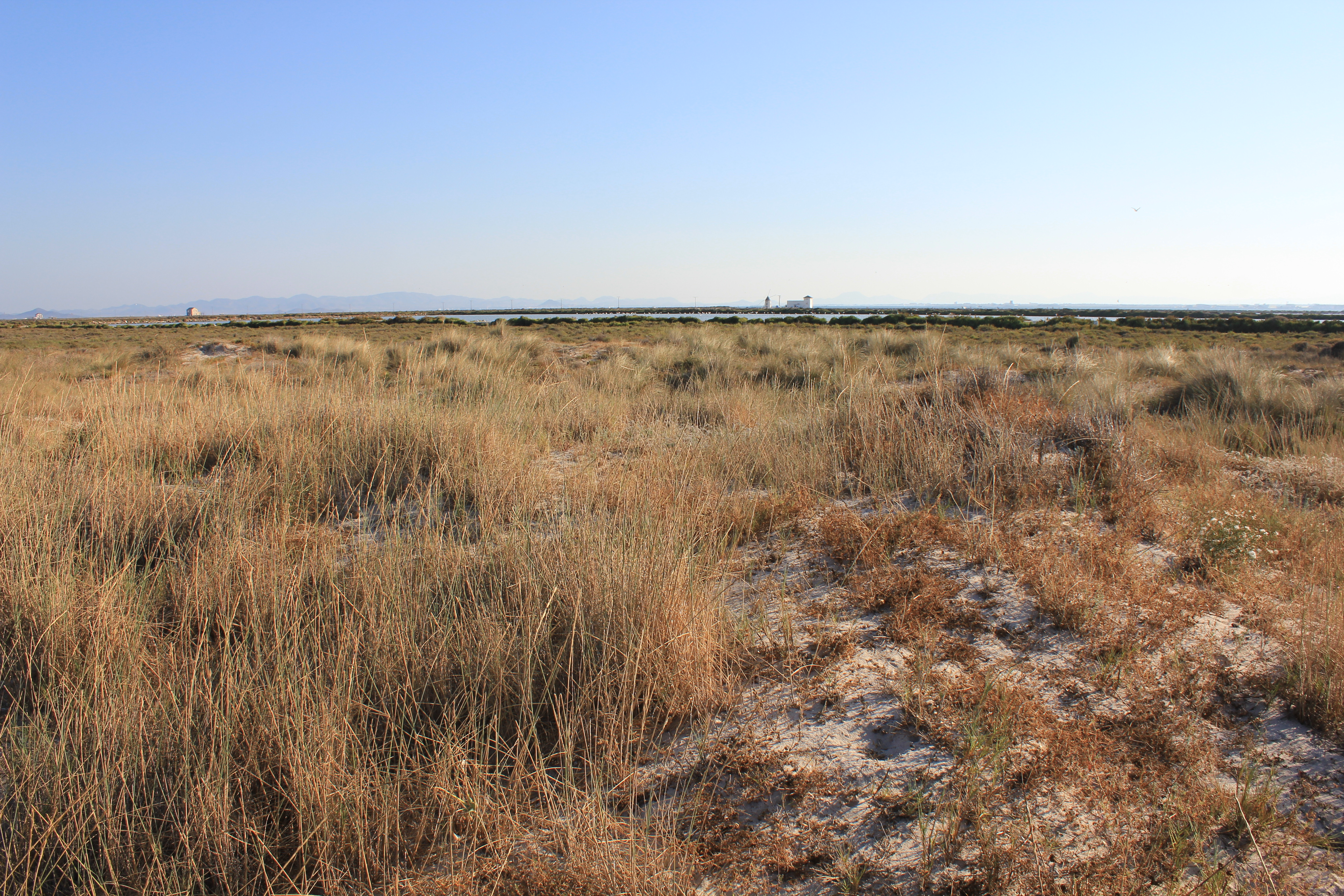
Formació herbàcia amb alta concentració de jull de platja, a la Mar Menor de Múrcia.

### Sinonímia
- Agropyron farctum Boiss.
- Representació de la distribució del jull de platja a les regions costaneres de Polònia.Agropyron farctum (Viv.) Rothm.
- Agropyron × hackelii Druce

Representació de la distribució del jull de platja a les regions costaneres de Polònia.

- Agropyron junceiforme (Á.Löve & D.Löve) Á.Löve & D.Löve
- Agropyron junceum (L.) P.Beauv.
- Agropyron sartorii (Boiss. & Heldr.) Grecescu
- Braconotia juncea (L.) Godr.
- Bromus truncatus Scop.
- Elymus junceiformis (Á.Löve & D.Löve) Hand & Buttler
- Elymus multinodus Gould
- Elymus striatulus Runemark
- Elytrigia farcta (Viv.) Holub
- Elytrigia juncea (L.) Nevski
- Elytrigia junceiformis Á.Löve & D.Löve
- Elytrigia mediterranea (Simonet) Prokudin
- Elytrigia sartorii (Boiss. & Heldr.) Holub
- Elytrigia striatula (Runemark) Holub
- Festuca juncea (L.) Moench
- Frumentum junceum (L.) E.H.L.Krause
- Thinopyrum junceiforme (Á.Löve & D.Löve) Á.Löve
- Thinopyrum junceum (L.) Á.Löve
- Thinopyrum runemarkii Á.Löve
- Thinopyrum sartorii (Boiss. & Heldr.) Á.Löve
- Triticum farctum Viv. [basònim]
- Triticum glaucum Link
- Triticum junceum L.
- Triticum litoreum Brot.
- Triticum sartorii (Boiss. & Held.) Boiss. & Heldr. ex Nyman